# Vlkolinec
Vlkolínec je slikovita vas in mestna četrt Ružomberoka na Slovaškem. V preteklosti je bila samostojna vas. Prvič je bila omenjena leta 1376, po letu 1882 pa je postala del Ružomberoka. Njeno ime morda izvira iz slovaške besede vlk, se pravi volk.
Vlkolínec je bil leta 1993 uvrščen na Unescov seznam svetovne kulturne dediščine. Je ena od desetih slovaških vasi, ki imajo status rezervata ljudske arhitekture. Takšen status je dobila kot nedotaknjen in kompleksen primer ljudske podeželske arhitekture regije Severni Karpati.
Vas, ki stoji v središču Slovaške, je nenavadno nedotaknjeno naselje z značilnostmi tradicionalnih srednjeevropskih vasi. Je najbolj popolna skupina tradicionalnih lesenih hiš, značilnih za gorska področja. V vasi je več kot 45 hiš iz brun z dvema ali tremi sobami. Ohranjena sta tudi lesen zvonik in kapela iz 18. stoletja. Hiši številka 16 in 17 sta preurejeni v muzej orodij in pripomočkov za delo in vsakdanjo rabo.

## Galerija
- Vlkolinec
- Ulica v Vlkolincu
- Notranjost hiše
- Zvonik
- Hiša št. 47
- Cesta

## Vira
- P. Svrček in drugi. Vlkolínec, krátka história, architektúra a život. Mesto Ružomberok, 2008, ISBN 978-80-969976-2-6.
- Več avtorjev. Encyklopédia Slovenska, Veda, Bratislava, 1980.